# Departamento de Aiún el Atrús
Aiún el Atrús es un departamento de la región de Hodh el Gharbi, en Mauritania. En marzo de 2013 presentaba una población censada de 65 237 habitantes. Está formado por las siguientes comunas, que se muestran asimismo con población de marzo de 2013:
- Aiún el Atrús 24,199
- Beneamane 3,045
- Doueirare 11,465
- Egjert 6,571
- N'Savenni 6,358
- Oum Lahyad 10,997
- Ten Hamadi 2,602[1]